# Brendon Urie
Brendon Boyd Urie (ur. 12 kwietnia 1987 w St. George) – amerykański wokalista, autor tekstów i muzyki do piosenek rockowego zespołu Panic! at the Disco.

## Wczesne lata
Urodził się w St. George w stanie Utah jako najmłodszy z piątki dzieci Grace i Boyda Urie. Dorastał z trzema braćmi i siostrą Karą. Kiedy miał dwa lata, wraz z rodziną przeprowadził się do Las Vegas, gdzie w 2005 ukończył liceum Palo Verde High School. Wywodzi się z konserwatywnej rodziny mormońskiej pochodzenia hawajsko-irlandzkiego, jednak od siedemnastego roku życia nie praktykuje tej wiary. Jego kolega z zespołu, Ryan Ross, powiedział, że Urie już nie jest „takim grzecznym mormonem jakiego kiedyś znaliśmy”. Dorastał w Summerlin na przedmieściach Las Vegas w stanie Nevada. We wczesnych latach życia zdiagnozowano u niego ADHD.

## Kariera
W liceum poznał Brenta Wilsona. Wilson poprosił Brendona o tymczasowe zastąpienie gitarzysty w zespole (później nazwanym Panic! at the Disco), w którym grał na basie razem ze swoimi przyjaciółmi – Ryanem Rossem ówczesnym wokalistą i z perkusistą Spencerem Smithem. Z czasem Brendon zajął stałe miejsce w zespole- na początku jako gitarzysta, jednak po jakimś czasie koledzy z zespołu zachwyceni jego wokalnymi umiejętnościami postanowili, że to właśnie on zostanie wokalistą zespołu.
Urie tak dużo czasu poświęcał zespołowi, że ledwo udało mu się ukończyć liceum.
Po skończeniu szkoły, jego rodzice zachęcali go do pójścia na studia, ale wbrew ich woli wybrał on rozwijanie swoich muzycznych zainteresowań w zespole. Z tego powodu rodzice kazali mu wyprowadzić się z domu. Urie musiał zarabiać na swoje utrzymanie, a także na opłacanie czynszu za salę, w której odbywały się próby jego zespołu.
We wrześniu 2005 zespół Panic! at the Disco wydał swoją pierwszą płytę A Fever You Can’t Sweat Out. Po ukazaniu się płyty rodzice Brendona zrozumieli, że muzyczna pasja ich syna nie jest tylko kaprysem i Urie uzyskał ich pełne wsparcie. Debiutancki album okazał się ogromnym sukcesem- osiągnął 13. miejsce na liście US Billboard 200 i sprzedał się w ilości ponad 2,2 milionów egzemplarzy w ciągu miesiąca wyłącznie w USA.
25 marca 2008 r. ukazał się nowy album zespołu zatytułowany Pretty. Odd.. Urie jest autorem tekstów do dwóch piosenek na płycie: I Have Friends in Holy Spaces i Folkin' Around.
Od 26 maja 2017 do 6 sierpnia 2017 zagrał jedną z głównych ról, Charliego Price’a w uhonorowanym nagrodą Tony Award broadwayowskim musicalu Cyndi Lauper i Harveya Fiersteina Kinky Boots. W 2018 był nominowany do Tony Award w kategorii najlepsza oryginalna ścieżka dźwiękowa napisana dla teatru w musicalu SpongeBob SquarePants.

## Życie prywatne
We wrześniu 2011 potwierdzono informację, że Brendon zaręczył się z Sarah Orzechowski. 27 kwietnia 2013 para pobrała się. Piosenka „Sarah Smiles” z albumu Vices & Virtues została zainspirowana Sarah Orzechowski.
W 2016, w wywiadzie dla „Rolling Stone” Urie stwierdził, że ma synestezję.
W 2013 Urie powiedział, że „eksperymentował” z mężczyznami, ale stwierdził: „Myślę, że gdybym musiał się sklasyfikować, powiedziałbym, że jestem hetero”. W lipcu 2018 Urie określił siebie jako panseksualny i stwierdził: „Myślę, że można powiedzieć, iż jestem panseksualny, ponieważ nie obchodzi mnie to. Jeżeli osoba jest cudowna, to po prostu jest cudowna. (...) To chyba mój panseksualny coming out”. Wspiera społeczności LGBT.
24 stycznia 2023 Brandon Urie ujawnił, że wraz z żoną spodziewają się dziecka i Panic! at the Disco oficjalnie zakończy działalność.